# 阿布都哈力克·维吾尔

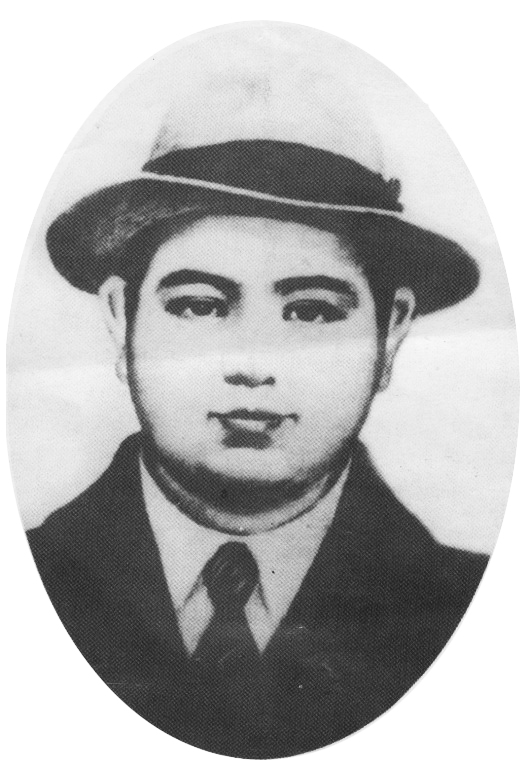
阿布都哈力克·维吾尔

阿布都哈力克·维吾尔（維吾爾語：ئابدۇخالىق ئۇيغۇر / Abduxaliq Uyghur‎，1901年2月9日—1933年3月13日），汉名哈文才，笔名维吾尔，维吾尔族，新疆吐鲁番人，维吾尔诗人、维吾尔近代文学代表人物之一。

## 生平
1901年生于新疆吐鲁番县巴格拉村一个富商家庭。7岁起，到伊斯兰经文学校，学习阿拉伯文及波斯文。曾经读过纳瓦依、福祖力、莪默·伽亚谟、费尔多西、萨迪等中亚古典作家的作品。18岁时，赴吐鲁番县城上汉语学堂，学会了汉语文，并取汉名“哈文才”。此后他曾阅读过汉文古典名著《水浒传》、《红楼梦》 及孙中山、鲁迅等人的作品。
俄国十月革命之后，他曾经两次随父亲赴苏联经商，到过斜米、莫斯科、圣彼得堡等地。曾经在塔什干居住一年有余，学会俄文，读过列夫·托尔斯泰的《安娜·卡列尼娜》等经典著作。1920年代，他接受了民主主义思想启蒙，写出许多充满爱国主义与民主主义思想的诗歌，揭发封建专制统治的罪恶，希望维吾尔族同胞觉醒。他还用自己家的财产创办新式学校，购买石印机，发展了家乡吐鲁番的文化教育。1930年后，哈密和加尼牙孜领导农民武装暴动，马合苏提·穆依提领导吐鲁番农民暴动响应。在吐鲁番农民暴动中，阿布都哈力克·维吾尔创建并参与领导了由17位维吾尔族知识分子组成的吐鲁番农民革命秘密领导小组。失败之后，因村民肉孜毛拉告密，他被金树仁方面的盛世才逮捕。1933年春，他和上述17位秘密领导小组成员同时被盛世才处决。

## 作品
他的作品手稿及抄本历经多次战争，大部分已经被毁灭。1946年至1947年间，维吾尔文版《新疆日报》和《前进报》发表了他的部分遗作。1984年，新疆社会科学院文学研究所赴吐鲁番收集他的遗作，编选为《阿布都哈力克· 维吾尔诗选》（1987年新疆人民出版社），收入52首诗歌。其中的《我的维吾尔》、《不要忘记》、《羞耻》、《希望不断》、《麻木不仁》、《觉醒》、《相思》、《明灯》等诗歌，表达了他对祖国与民族的深挚情感。1987年，中国作家协会新疆分会、新疆社会科学院文学研究所等单位联合举办有关他的生平和创作的学术讨论会。1988年，新疆人民出版社出版《阿布都哈力克·维吾尔及其在维吾尔文学中的地位》一书，收集27篇有关论文。
- 觉醒（Oyghan）

节选：
Hey, péqir Uyghur, oyghan, uyqung yéter,

Sende mal yoq, emdi ketse jan kéter.

Bu ölümdin özengni qutqazmisang,

Ah, séning haling xeter, haling xeter.

## 外部連結
Oyghan翻译